# 阿瑟·恩格布雷森
阿瑟·恩格布雷森（英語：Arthur Engebretsen，1892年3月1日—1956年10月16日），新西兰男子草地滚球运动员。他曾代表新西兰参加1950年大英帝国运动会草地滚球比赛，获得男子四人铜牌。